# Одеська вулиця (Жмеринка)
Оде́ська ву́лиця — вулиця в Жмеринці.

## Історія
Вулиця дістала назву через те, що прямувала в напрямку Одеси. Численна римо-католицька громада дістала дозвіл від Миколи II на побудову культової споруди для себе. З 1904 до 1910 роки було збудовано храм, який назвали на честь цесаревича Олексія.
1925 року радянська влада надала вулиці ім'я революціонера Жданова. Після здобуття Незалежності вулиці було повернуто стару назву.
У роки Великої Вітчизняної війни на вулиці розташовувалась штаб-квартира підпільної організації «Радянські патріоти», яка з'явилась восени 1942 року.

## Костел
Збудований на початку XX століття костел імені св. Олексія тепер розташований за адресою: Одеська вул., 71/2. Рішенням виконкому обласної ради від 14 лютого 1991 року № 43 йому було надано статус пам'ятки архітектури місцевого значення.

## Об'єкти
- Буд. 1-А — Жмеринська філія Житлово-комунального технікуму Харківської державної академії міського господарства[3]
- Буд. 9 — Приймальна приватного нотаріуса[6]
- Буд. 71/2 — Костел св. Олексія[2]
- Буд. 129 — ЗАТ «Жмеринська ремонтно-будівельна дільниця»[7]
- Буд. 139 — Колективне підприємство «Жмеринська текстильно-галантерейна фабрика „Світанок“»[7]